# Bernard Noël
Bernard Noël (Sainte-Geneviève-sur-Argence, Aveyron, 19 de noviembre de 1930 - Laón, 13 de abril de 2021) fue un poeta, ensayista, crítico de arte, novelista y traductor francés. También es conocido bajo el seudónimo de Urbano Orlhac.

## Biografía
Poeta, novelista, ensayista, crítico de arte, su amistad con el pintor y su amor por la pintura lo llevó a colaborar en la realización de muchos libros de artista y, más recientemente, para ilustrar algunas sí mismo. Aclamado por Louis Aragon, André Pieyre de Mandiargues y Maurice Blanchot, la obra de Bernard Noël dio a la poesía un papel unificador, ya que determina la necesidad y el espacio.[cita requerida]
Noël publicó su primer libro de poesía, Les Yeux Quimeras, en 1955. Esto fue seguido por los poemas en prosa Extraits du corps (Esencia del cuerpo o de los extractos del texto). Esperó nueve años antes de publicar su siguiente libro, La Face de silence (La cara del silencio, 1967), y, finalmente, el polémico Le Château de Cène (El castillo de la última cena, 1969), ficción erótica que se ha leído como una protesta contra la guerra en Argelia, y por la que fue enjuiciado por la justicia francesa por motivos de desorden contra la moral.

## Premios
- 1967: Premio Antonin Artaud
- 1988: Premio France Culture
- 1992: Gran Premio Nacional de la Poesía
- 2010: Premio de Poesía Robert Ganzo

## Obras traducidas al español

### Poesía
- La sombra del doble. Edición bilingüe. Traducción de Carlos Henderson. Edición de José Ángel Valente. Valencia: Editorial Pre-Textos, 1998. 208 pp. (Colección Pretextos Poesía - Los Bilingües). ISBN 84-8191-222-0.[3]
- La mitad del gesto. Edición bilingüe. Traducción de Vivian Lofiego. Córdoba, Argentina: Alción Editora, agosto de 2001. 107 pp. ISBN 950-9402-139-0
- El rumor del aire. Sobre un pliegue del tiempo. Traducción y presentación de Sara Cohen. Buenos Aires: Ediciones Botella al Mar, 2001. 143 pp. (Colección El Oro de los Tigres; 2). ISBN 950-5133-413-3
- Contra-muerte y otros poemas. Edición bilingüe. Selección, traducción, y texto introductorio ("Los contra-cantos de Bernard Noël") por María Negroni. Córdoba, Argentina: Alción Editora, noviembre de 2004. 111 pp. (Colección Otras Voces). ISBN 950-9402-337-0 [Contiene textos de los libros Contre-mort, Extraits du corps, La face de silence, L'oiseau de craie, Espace pour ombre, Un poeme pour voir, La nuit de Londres, Le livre de Coline, Histoire obscure, Nulle part ma voix y Fenetres Fougere].
- Le jardin d’encre. El jardÍn de tinta. Edición bilingüe. Traducción al español de Myriam Montoya. París: Éditions L’Oreille du Loup, 2008. 62 pp. ISBN 978-2-917290-09-5
- El rumor del aire. Traducción y presentación ("Una escritura de la mirada") de Sara Cohen. Monterrey: Universidad Autónoma de Nuevo León - Capilla Alfonsina, 2010, 83 p. (Colección El Oro de los Tigres II). ISBN 978-607-433-461-6
- Extractos del cuerpo, seguido de Los estados del cuerpo. Edición bilingüe. Traducción, nota introductoria y epílogo ("Un ojo mirando la carne de su órbita: acompañando al Bernard Noël de Extractos del cuerpo) por Pablo Fante. Santiago de Chile: Editorial Cuneta, agosto de 2011. 61 p. (Colección Traducciones; 3). ISBN 978-956-8947-14-9
- Ce Jardin d’encre. Edición bilingüe. Traducción al español de Sara Cohen. Ilustraciones de François Rouan. Abbeville: Cadastre8zéro Éditeur, 2011. 330 pp. (Collection Correspondances). ISBN 978-2-9536-0461-0
- 5 poemas de Bernard Noël. Leídos el 18 de abril de 2012 en la Residencia de Estudiantes. Traducción de Clara Janes. Madrid: Cuadernos de Poesía en la Residencia, 2012.

### En antologías poéticas
- Bernard Noël, Zéno Bianu, Jean-Yves Masson. Tres poetas franceses del siglo XXI. Edición y traducción del francés de Clara Janés. Madrid: Ediciones del Oriente y Mediterráneo, 2012. 320 pp. (Colección Bilingüe Poesía; 35). ISBN 978-84-96327-96-2. Reseña de Antonio Colinas.[4]

### Novela
- La cara del silencio. Traducción de Roberto San Geroteo. Madrid: Los Infolios, 1991. ISBN 978-84-87630-00-2
- El síndrome de Gramsci. Traducción de Glenn Gallardo. México D. F.: Editorial Aldus, 1996. 83 p. ISBN 978-96-86830-50-7
- El síndrome de Gramsci. Traducción de Guy Rochel. Santa Cruz de Tenerife: Ediciones Canarias - Taller de Traducción Literaria de la Universidad de La Laguna, 1998. 98 pp. (Colección Taller de Traducción Literaria; 8). ISBN 978-84-88587-14-5

### Ensayo
- La castración mental. Traducción de Daniel Sarasola Anzola. Prólogo de José Ángel Valente. Madrid: Huerga y Fierro Editores, 1998. 160 p. (Colección La Rama Dorada - Ensayos Literarios; 14). ISBN 978-84-83740-47-7.[5]